# Ranko Despotović
Ranko Despotović (født 21. januar 1983) er en serbisk fodboldspiller.

## Serbiens fodboldlandshold
| Serbiens landshold | Serbiens landshold | Serbiens landshold |
| År                 | Kmp                | Mål                |
| ------------------ | ------------------ | ------------------ |
| 2007               | 1                  | 0                  |
| 2008               | 1                  | 0                  |
| 2009               | 0                  | 0                  |
| 2010               | 0                  | 0                  |
| 2011               | 2                  | 0                  |
| Total              | 4                  | 0                  |